# Orońsko
Orońsko falu Lengyelországban, a Radomi-síkságon (annak déli oldalán), a Mazóviai vajdaság Szydłowieci járásban, Orońsko községben. 

## Fekvése
Az Oronka folyó völgyében, annak alsó folyásánál, a 7-es számú országos úton fekszik, Radomtól 15 km-re délre.

## Nevének eredete
A falu nevére vonatkozó első információk a Jan Długosz által 1470-1480-ban írt „A krakkói egyházmegye haszonélvezőinek könyve” című műből származnak. Ebben a művében az Oransko nevet használta. A falu további nevei az Oranysko (1508) és az Oransko (1569), amelyeket Adolf Pawiński használt a „Polska XVI wieku pod względem geograficzno-statystycznym ujęta” című kiadványban. E nevek között az Oranisko név 1566-ban a „Radom Starosty adófizetéseinek nyilvántartásában” jelent meg. A helynév másik formája az Orońsk volt. 

## Története
Az Orońsko nevet először Franciszek Siarczyński használta a 18. század végén az „Opis powiatu radomskiego” című művében. A jelenlegi elnevezés a 19. és 20. századi kiadványokban és hivatalos nyomtatványokban is megjelent. Hivatalos közigazgatási megerősítést az első városjegyzékben kapott, amely az 1827-es „A Lengyel Királyság városainak, falvainak és településeinek táblázata” volt.
Magánnemesi falu, a 16. század második felében a Sandomierskie vajdaság Radomi járásában. Az 1954-1972 közötti években a falu az Orońsko község székhelye volt. Az 1975-1998-as években a falu közigazgatásilag az akkori Radomi vajdasághoz tartozott. A falu egykor a korona nagy kincstárnokának, Jakub Szydłowieckinek a tulajdonában volt, később pedig Szydłowiec megye része lett.
A falu a Boldogságos Szűz Mária mennybevétele római katolikus plébánia székhelye.

## Nevezetességek
- Római katolikus plébánia - a Boldogságos Szűz Mária mennybemenetelére szentelve.
- Palota - Egykor Jozef Brandt, a müncheni iskola lengyel festőművészének tulajdonában volt. A palota ma is kötődik a művészethez - egykori melléképületeiben található a Lengyel Szobrászati Központ.